# Онне, Мадлен
Мадлен Онне (швед. Madeleine Onne; род. 9 сентября 1960, Стокгольм) — шведская балерина, хореограф, директор и художественный руководитель Финского национального балета (с 2018).

## Биография
Родилась 9 сентября 1960 года в Стокгольме.
В 1978 году была зачислена в балетную трупу Шведской королевской оперы, а в 1984 года стала примой театра. В 1999 году была награждена государственной наградой Швеции медалью Литературы и искусств.
Продолжала карьеру балерины до 2002 года, когда была избрана директором Шведского королевского балета. В этой должности оставалась до 2008 года, когда была избрана директором Гонконгского балета (2009—2017).
В 2012 году была в составе судейской коллегии Международного конкурса балета в Хельсинки.
В 2017 году преподавала в Хьюстонской академии балета.
В сентябре 2017 года её кандидатура была представлена в качестве нового директора и художественного руководителя Финского национального балета. С августа 2018 года она приступила к исполнению своих новых обязанностей.